# Quartier du Père-Lachaise
Pour les articles homonymes, voir Père Lachaise.
Le quartier du Père-Lachaise est le 79e quartier administratif de Paris situé dans le 20e arrondissement.

## Situation et limites

Quartiers administratifs du.

Le quartier du Père-Lachaise se trouve au cœur du 20e arrondissement, bordé au nord de la rue de Ménilmontant par le quartier de Belleville, à l'est de la rue Pelleport par le quartier Saint-Fargeau, au sud-est de la rue de Bagnolet par le quartier de Charonne et à l'ouest des boulevards de Charonne et de Ménilmontant par le 11e arrondissement.

## Histoire
L'urbanisation n'a gagné ce quartier de Paris qu'au cours du XIXe siècle. Auparavant, la campagne s'y étendait et des ecclésiastiques et de riches Parisiens y allaient en villégiature. La création du cimetière, sous le règne de Napoléon, structura la création et le développement du quartier.
Comme l'ensemble du 20e arrondissement, le quartier du Père-Lachaise a été intégré à la ville de Paris en 1860, lorsqu'elle s'est étendue aux communes alentour. Il était situé juste derrière le mur des Fermiers généraux qui suivait le tracé des boulevards de Ménilmontant et de Charonne. Jusque-là, il s'agissait du territoire des communes de Charonne et de Belleville.
Le quartier tire son nom du cimetière éponyme.
L'avenue Gambetta et la rue Belgrand sont tracées après le rattachement de Charonne à Paris.
Le quartier abrite également quelques immeubles d'architecture moderne, comme l'ancien Atelier Jeunesse de France de Le Corbusier, situé au 9 rue le Bua.
Comme l'essentiel de l'est parisien, le quartier du Père-Lachaise a été un quartier populaire tout au long du XXe siècle. La gentrification qui gagne peu à peu le quartier dans les années 2000 et 2010 est limitée par la forte proportion de logements sociaux.

## Sites particuliers

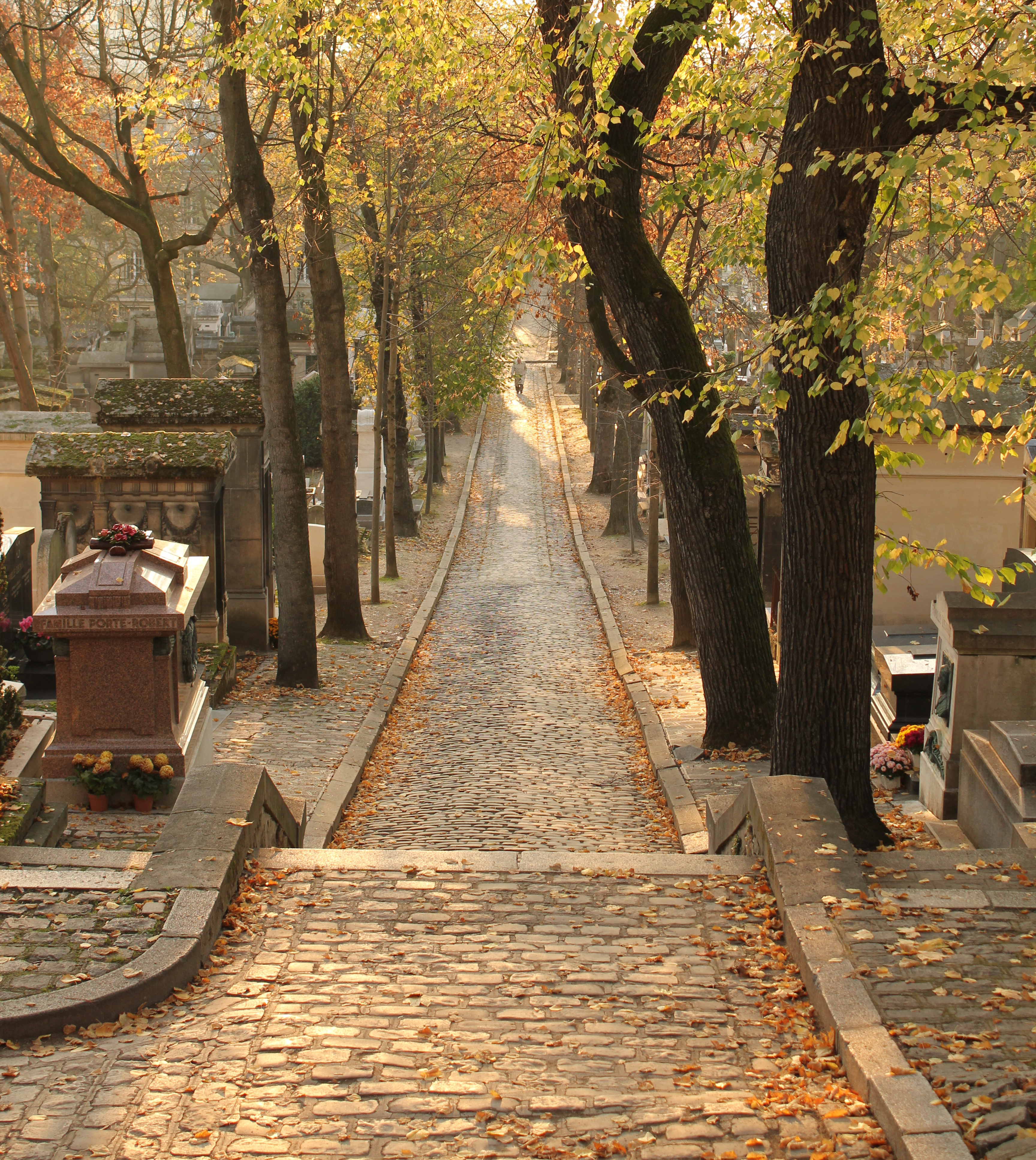
Le cimetière du Père-Lachaise.

Bibliothèque Sorbier
La 20e Chaise
Les plateaux sauvages
- Cimetière du Père-Lachaise
- Mairie du 20e arrondissement de Paris
- Hôpital Tenon